# سرسوزن دندانپزشکی

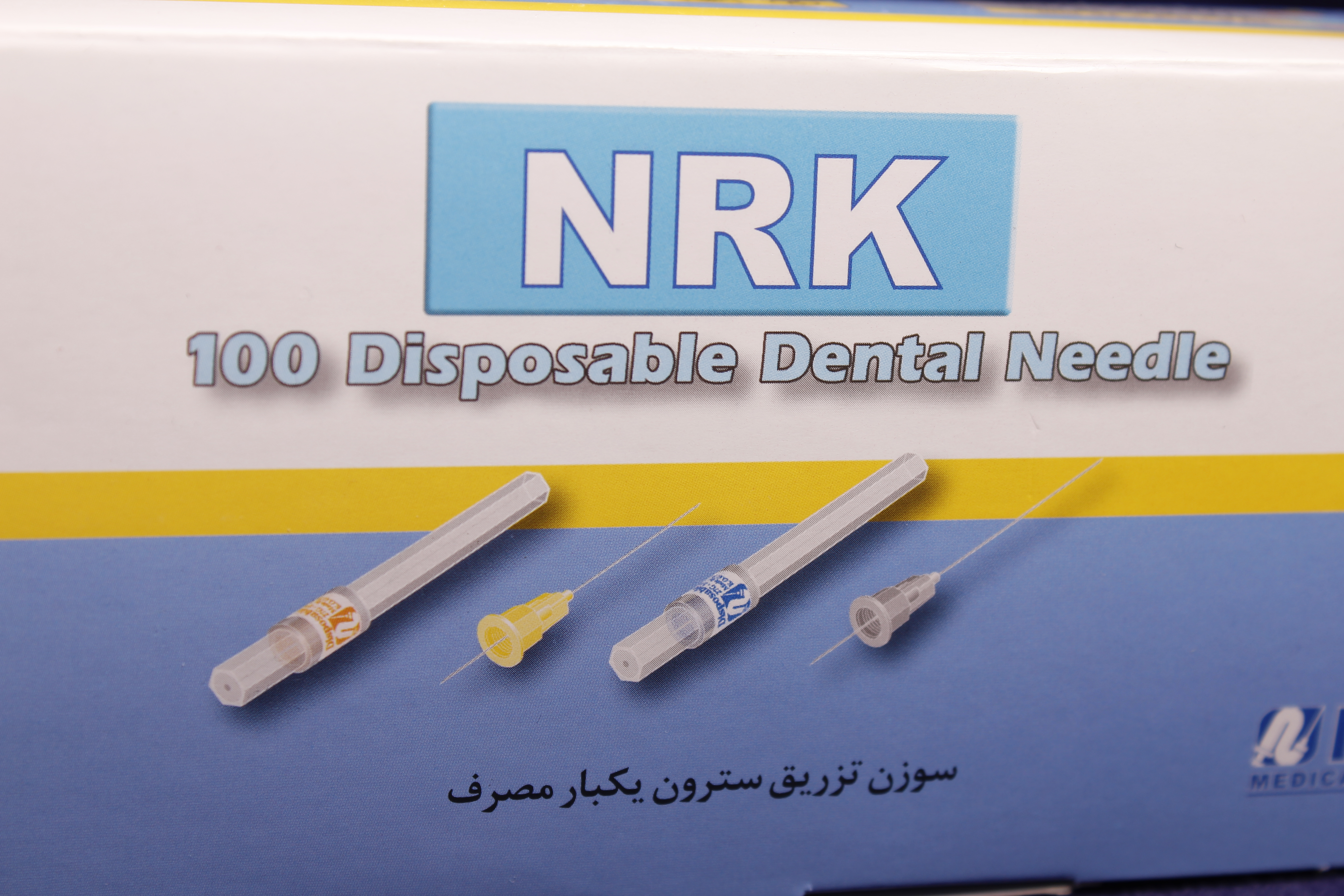
dental needle ftject

سرسوزن دندانپزشکی جهت تزریق داروی بی حس کننده در دندانپزشکی، ارتودنسی و ترمیم بافتهای دندان و لثه مورد استفاده قرار می‌گیرد . 
جنس سرسوزن دندانپزشکی استنلس استیل می‌باشد .
هر دو سمت آن تحت زوایای خاص و مطابق با استانداردهای بین‌المللی برش داده می‌شوند .
یک سرسوزن دندانپزشکی از 4 قسمت اصلی شامل سوزن (Needle)، هاب (Hub) و دو کاور (Cover) تشکیل شده‌است. از جمله ویژگی این سرسوزن‌ها، تیز بودن دو سر کانولای مورد استفاده آن می‌باشد. بر روی هاب این سوزن ، علامت مثلثی شکلی قرار دارد که نمایانگر جهت تیزی سوزن می‌باشد.
طراحی و ساخته شده بر اساس استانداردهای بین‌المللیISO9626 , ISO7864 , ISO7885  و استاندارد ملیISIRI 5554
کانولای دو سر تیز شده با دیواره نازک
سوزن دارای پوشش سیلیکونی جهت کاهش سوزش و درد تزریق
دارای نشان‌گر در جهت تیزی نوک سوزن
اتصال مناسب بر روی انواع سرنگ و گان تزریق
دارای سوزن از جنس استیل ضدزنگ پزشکی304
سَتَرون  شده با گاز اتیلن اکساید

## مراحل تولید سرسوزن دندانپزشکی
- مرحله تزریق و ساخت اجزای پلاستیکی
- مرحله تولید کانولا (برش تیوب، برس، سنگ زنی، شست‌وشو و پلیسه برداری) از گیج ۱۴ تا ۳۲ براساس استاندارد ملی ۳۹۷۹
- مونتاژ (قرارگیری هاب (دهانه) بر روی فیکسچر، کانولا گذاری، چسب زنی، خشک کردن چسب، تست انسداد و تیزی، سیلیکون زنی، کاورگذاری).
- چنان‌چه هدف تولید سرسوزن دندانپزشکی استریل شده باشد، علاوه بر مراحل فوق، عملیات بسته‌بندی و کارتونینگ انجام و عملیات استریل توسط گاز اتیلن اکساید انجام می‌شود.

## رنگ هابسرسوزنبا توجه به سایز و گیج آن متفاوت میباشد
| طول سوزن ( میلیمتر) | گیج سوزن | رنگ     | استاندارد  |
| ------------------- | -------- | ------- | ---------- |
| 35-بلند             | 27       | خاکستری | ISIRI 5554 |
| 25-کوتاه            | 27       | خاکستری | ISIRI 5554 |
| 35-بلند             | 30       | زرد     | ISIRI 5554 |
| 25-کوتاه            | 30       | زرد     | ISIRI 5554 |